# Piccola, bianca Sibert (album)
Piccola, bianca Sibert è il diciottesimo album discografico della cantante italiana Cristina D'Avena, pubblicato da Five Record Srl e distribuito da C.G.D. Messaggerie Musicali SpA, nel 1987.

## Descrizione
Piccola, bianca Sibert è un album monografico dedicato alla serie animata francese del 1985 Bibifoc e, adattata in italiano con lo stesso titolo dell'album. La tracklist dell'album si apre e si chiude con la sigla italiana della serie animata che, porta lo stesso titolo dell'album, sul lato A la versione cantata mentre sul lato B la sua strumentale. I brani sono perlopiù di produzione francese e registrati su basi originali. Da questo album è stato estratto un solo singolo. 
In questo album solo due canzoni sono italiane tutte le altre sono adattamenti di quelle originali belga che, per l'occasione sono state nuovamente arrangiate. 
Tutte le canzoni dell'album sono inedite su CD e in digitale fatta eccezione per Piccola bianca Sibert, Magica Sibert e Sibert.

## Tracce
- LP: FM 13602

- MC: 50 FM 13602

Per le canzoni straniere viene indicato tra parentesi il titolo originale
Lato A
Testi di Alessandra Valeri Manera.
1. Piccola bianca Sibert – 3:13 (musica: Ninni Carucci; edizioni musicali Dream Factory Entertainment, Media Development e Cafè Concerto Italia Srl[5])
2. Magica Sibert – 3:45 (musica: Augusto Martelli; edizioni musicali Dream Factory Entertainment, Media Development e Cafè Concerto Italia Srl[5])
3. Pinguini (Pinguin's Playground) – 2:41 (testo: Charlie Twinhill e Mireille Delfosse – musica: J.F.F. Ferry Wienneke, Jay Ferne e Raimond G. Lap; edizioni musicali Anihanbar Music Company)
4. Dolce Sibert (Let's Hear it for Seabert) – 2:38 (J.F.F. Ferry Wienneke e Jay Ferne; edizioni musicali Anihanbar Music Company)
5. Grafite (feat. Pietro Ubaldi) (Graphite) – 4:05 (testo: Mireille Delfosse e Charlie Twinhill – musica: J.F.F. Ferry Wienneke e Jay Ferne; edizioni musicali Anihanbar Music Company)

Durata totale: 16:22
Lato B
Testi di Alessandra Valeri Manera.
1. Sibert (Seabert) – 2:24 (Jacob Jos Woudenberg, Petrus Peter Asten e Raoul Jean-Marie Dubois; edizioni musicali Anihanbar Music Company)
2. Resta qui con noi (Seabert and the Two of us) – 2:41 (testo: Charlie Twinhill e Mireille Delfosse – musica: J.F.F. Ferry Wienneke e Jay Ferne; edizioni musicali Anihanbar Music Company)
3. Tommy (Tommy is a Good Boy) – 3:11 (testo: Mireille Delfosse e Charlie Twinhill – musica: J.F.F. Ferry Wienneke e Jay Ferne; edizioni musicali Anihanbar Music Company)
4. Una vera amica (La chanson de Bibifoc) – 2:41 (Richard De Bordeaux; edizioni musicali Anihanbar Music Company)
5. Pietro Ubaldi – Hey tu cacciatore (He baby Seal) – 2:49 (testo: Maggie Marmor e Mireille Delfosse – musica: J.F.F. Ferry Wienneke e Jay Ferne; edizioni musicali Anihanbar Music Company)
6. Piccola bianca Sibert (strumentale) – 3:13 (musica: Ninni Carucci; edizioni musicali Dream Factory Entertainment, Media Development e Cafè Concerto Italia Srl[5])

Durata totale: 16:59

## Produzione
- Alessandra Valeri Manera – Produzione discografica e direzione discografica
- Direzione Creativa e Coordinamento Immagine Mediaset – Grafica
- Studio Hanna-Barbera – Realizzazione immagine

## Produzione e formazione dei brani
Per tutti i brani tranne Piccola bianca Sibert e Magica Sibert
- Giordano Bruno Martelli – Produzione e arrangiamento
- Tonino Paolillo – Registrazione e missaggio al Mondial Sound Studio di Milano
- Orchestra di Giordano Bruno Martelli – Esecuzione brano
- I Piccoli Cantori di Milano – Coro
- Niny Comolli – Direzione coro
- Laura Marcora – Direzione coro

### Magica Sibert
- Giordano Bruno Martelli – Produzione e arrangiamento
- Tonino Paolillo – Registrazione e missaggio al Mondial Sound Studio di Milano
- Orchestra di Giordano Bruno Martelli – Esecuzione brano
- I Piccoli Cantori di Milano – Coro
- Niny Comolli – Direzione coro
- Laura Marcora – Direzione coro